# دانشگاه خون کین
دانشگاه خون کین (تایلندی: มหาวิทยาลัยขอนแก่น) یک دانشگاه تحقیقاتی دولتی و یکی از معتبرترین دانشگاه‌های تایلند است. این دانشگاه اولین مؤسسه آموزش عالی در شمال شرقی تایلند بود و قدیمی‌ترین و رقابتی‌ترین دانشگاه در منطقه باقی مانده‌است. این دانشگاه مرکز آموزشی در شمال شرقی تایلند است. این دانشگاه به‌طور گسترده‌ای در آسیا با تأکید بر پزشکی، مهندسی، علوم، کشاورزی و علوم اجتماعی شناخته شده‌است. دانشگاه خون کین در سال ۲۰۰۹ توسط آموزش عالی تایم در آسیای جنوب شرقی رتبه ۲۱ و توسط کمیسیون آموزش عالی در تایلند رتبه ۴ را کسب کرد.
در سال ۱۹۴۱ در زمان سلطنت پادشاه آناندا ماهیدول با دولت فیلد مارشال پلاک فیبون سونگکرام به عنوان نخست‌وزیر، سیاست‌ها و پروژه‌هایی برای گسترش آموزش عالی به استان‌ها وجود داشت. برای منطقه شمال شرقی، دانشگاهی در استان اوبون راتچاتانی تأسیس شده‌است، اما جنگ در شرق آسیا که دولت مجبور شد تصمیم بگیرد برای جنگ با متفقین به ژاپن بپیوندد. در نتیجه تأسیس دانشگاه در منطقه شمال شرق در سال ۱۹۶۰ به پایان رسید. تحت مدیریت نخست‌وزیر سریع ثنارات، یک بار دیگر در مورد تأسیس دانشگاه بازنگری شده‌است.